# Ройтфарб, Григорий Зельманович
Григорий Зельманович Ройтфарб (род. 7 ноября 1937, Житомир) ( умер 14 дек. 2024 год, Израиль) - советский украинский, российский, израильский тромбонист; педагог, профессор; Заслуженный артист Татарской АССР (1980), народный артист Татарской АССР (1987).

## Биография
В 1956 г. окончил Житомирское музыкальное училище им. В. С. Косенко по классу скрипки и тромбона (преподаватель — его отец Зельман Зусиевич Ройтфарб).
1957—1959 годы музыкант военного оркестра штаба Забайкальского военного округа.
1959—1962 гг. преподаватель Житомирского музыкального училища. Был концертмейстером группы скрипок в оркестре.
В 1962—1966 гг. Казанская государственная консерватория (класс преп. Ш. Г. Низамутдинов).
С 1969 года солист оркестра Татарского театра оперы и балета им. М. Джалиля.
С 1970 года — солист Государственного симфонического оркестра Татарской АССР.
Вот что писал о нём выдающийся советский дирижёр, народный артист СССР Натан Рахлин: «Отличный тромбонист-виртуоз, чья творческая деятельность, кроме безукоризненного мастерства отличается своеобразным обаянием, благотворно отражающимся на взаимоотношениях. Он заражает взыскательностью, фанатичной преданностью музыке».
Г. Ройтфарб работал с известными советскими и зарубежными дирижёрами, такими как: Н. Рахлин, Ф. Мансуров, И. Шерман, О. Коган, Г. Проваторов, М. Ростропович, К. Остерайхер, Ю. Мюллер, Ю. Тояма и другие. Вместе с оркестром оперного театра представлял искусство России в Испании, Германии, Польше, Португалии, Дании, Франции, Голландии и других странах.
Значительна деятельность Григория Ройтфарба в качестве педагога. Среди его учеников ― высококвалифицированные исполнители, которые работают в различных симфонических оркестрах, преподаватели престижных музыкальных заведений:
- Н. Шадров — лауреат международного конкурса, заслуженный артист Республики Татарстан.
- В. Семенов — заслуженный артист Республики Чувашии.
- Д. Максимов — лауреат республиканского конкурса.
- А. Пошовкин — лауреат республиканского конкурса. Солист оркестра «Новая опера» г. Москва.
- Р. Валеев — лауреат республиканского конкурса. Лауреат всесоюзного конкурса. Преподаватель Казанской государственной консерватории. Солист государственного симфонического оркестра Республики .
- Н. Марамзин — лауреат республиканского конкурса. Артист оркестра Татарского Академического театра оперы и балета им. М. Джалиля.
- В. Старченко — заслуженный работник культуры УССР, зав. кафедрой Ровненского института культуры.
- О. Ерусланов — солист оркестра Оперы и Балета г. Челябинска, преподаватель класса тромбон Челябинского института музыки им. П. И. Чайковского.
- В. Новак — солист Воронежского симфонического оркестра.
- И. Файдун — военный дирижёр и другие…

Преподавал в Казанском музыкальном училище, а также в Казанской консерватории на кафедре духовых и ударных инструментов, профессор Казанской государственной консерватории им. Н. Г. Жиганова (зав. кафедрой медных духовых инструментов 1993—1996).
На открытом международном фестивале музыки для духовых и ударных инструментов (Казань, 1994 г.) квартет тромбонов Казанской государственной консерватории под руководством Г. Ройтфарба занял I место.
Г. З. Ройтфарб — автор многих научных и методических разработок, в которых на высоком профессиональном уровне освещает проблемы исполнительства на медных духовых инструментах, подробно рассматривает строение мышц человека и закономерности их двигательной деятельности. Наиболее весомая из них — «Физиология мышечной деятельности и развитие амбушюра исполнителей на медных духовых инструментах» — Казань, 1995 год.
«Школа ежедневных упражнений для тромбона» (Казань, 1994 год). В 2004 году в Тель-Авиве в издательстве «ArtonMusik publishing» вышел переложенный вариант этой школы для валторны (английский язык), которую осуществил Александр Гусев, выходец из бывшего СССР, выпускник Джулианской Академии музыки (класс профессора Фил Майерс).
Не менее впечатляюще исполнительское творчество Григория Зельмановича — это совместные выступления в различных ансамблевых составах с такими видными музыкантами современности, как: М. Ростропович, Э. Гилельс, Г. Кремер, Н. Гутман, Б. Гольдштейн, М. Венгеров, В. Третьяков, Я. Зак.
С ноября 2000 года Григорий Зельманович Ройтфарб проживает в Израиле, в городе Лод. Профессор Иерусалимской Академии музыки и танца им. С. Рубина. Солист симфонического оркестра г. Раананы.

### Избранные труды
- Ройтфарб Г. Физиология мышечной деятельности и развитие амбушюра исполнителей на медных духовых инструментах // Оркестр : (науч.-поп. иллюстрир. журн.). — 2010. — С. 48—53.[7]